# NGC 6841
NGC 6841 (również PGC 63881) – galaktyka eliptyczna (E), znajdująca się w gwiazdozbiorze Strzelca. Odkrył ją 28 września 1834 roku John Herschel.
W galaktyce tej zaobserwowano supernową SN 2009it.